# 岩永温泉
岩永温泉（いわながおんせん）は、山口県美祢市にある温泉。秋芳町温泉といわれることもある。

## 泉質
アルカリ性単純硫黄泉。山口県内では珍しい微白濁色の温泉である。

## 周辺環境
美祢市秋芳町岩永にある高齢者福祉施設「カルストの湯」にて入浴できる。同施設では100円で温泉水40ℓ（飲用不可）を取水できる。美祢市街地に近く、同市の観光名所である秋吉台・秋芳洞にも近い場所に位置している。入浴料は一人400円だが、美祢市内居住者は半額の200円で入浴できる。

## 歴史
平成7年（1995年）に美祢地区清掃工場改築にあたり、岩永地区に地域振興対策費として1億円が交付され、その資金を温泉掘削・入浴施設開業にあて、「カルストの湯」を建設した。

## アクセス
美祢インターチェンジ下車、国道435号・山口県道240号を通って車で約10分。